# María Josefa García Granados
María Josefa García Granados (El Puerto de Santa María, 10 de julho de 1796 — Cidade da Guatemala, 28 de setembro de 1848) foi uma intelectual, escritora, jornalista e poeta espanhola.